# Señora de honor
Señora de honor fue un cargo palatino de la corte española, en concreto en la casa de la Reina.

## Historia
El cargo apareció en una posición intermedia entre las damas de la reina y las dueñas de honor.
En 1808, había doce señoras de honor.

## Descripción
Con carácter general el cargo era otorgado a viudas de servidores de la monarquía española.
Sus funciones principales se encontraban relacionadas con la sustitución de la camarera mayor de Palacio, o del aya que cuidaba de las personas reales en su infancia.
De entre las dueñas o señoras de honor se elegía a la dama que desempeñaba el cargo de guarda mayor de Palacio.